# 福島県道247号片倉末続停車場線
福島県道247号片倉末続停車場線（ふくしまけんどう247ごう かたくらすえつぎていしゃじょうせん）は、福島県いわき市内にある一般県道である。

## 路線概要
- 起点：いわき市四倉町八茎字片倉（三森山山中）
- 終点：いわき市久之浜町末続字宮田
- 総延長：16.563 km[1]
  - 実延長：15.876 km
- 路線認定年月日：1959年8月31日

### 自動車交通不能区間[2]
- いわき市四倉町八茎 - 大久町大久（延長3.5 km）[3]

### 異常気象時通行規制区間
- いわき市四倉町八茎 - 同市大久町大久（延長6.2 km）：落石崩壊の危険のため連続雨量120 mmにて通行止め[4]。

### 重用区間
- 福島県道35号いわき浪江線（いわき市大久町大久字矢ノ目沢～同市大久町大久字三艘舟）
- 福島県道246号折木筒木原久之浜線（いわき市大久町大久字矢ノ目沢～同市大久町大久字三艘舟）

### 道路施設
末続橋
- 全長：32.0 m
- 幅員：4.0(5.5) m
- 形式：PC単純ポステンバルブT桁橋
- 施工：昭和コンクリート工業
- 竣工：2015年度

いわき市久之浜町末続字漆原に位置し、二級水系末続川を渡る。2011年3月11日に発生した東日本大震災に伴う津波により甚大な被害を受けたことから災害復旧工事として末続川の堤防かさ上げ工事が行われたためにそれに合わせて建設された。総工費は1億2500万円。

## 通過する自治体
- 福島県
  - いわき市

## 接続・交差する道路
- 福島県道35号いわき浪江線 いわき市街地方面（いわき市大久町大久字矢ノ目沢）
- 福島県道246号折木筒木原久之浜線 久之浜方面（いわき市大久町大久字矢ノ目沢）
- 福島県道35号いわき浪江線 浪江方面（福島県道246号折木筒木原久之浜線 広野方面重用区間）（いわき市大久町大久字三艘舟）
- 国道6号（いわき市久之浜町末続字中川原）
- 国道6号（いわき市久之浜町末続字宮田）

## 沿線
- JR常磐線 末続駅